# Охлаждённый мятный коктейль
«Охлаждённый мятный коктейль» (также «Мятный коктейль со льдом», исп. Peppermint Frappé) — фильм испанского кинорежиссёра Карлоса Сауры 1967 года. Психологический триллер о мужчине, который становится одержимым женой своего старого друга, приняв её за таинственную барабанщицу, в которую однажды влюбился на фестивале. Он преследует её только для того, чтобы множество раз получить отпор.

## Сюжет
Пара рук скрупулёзно вырезает картинки из модного журнала для записной книжки. Руки принадлежат непритязательному, консервативному врачу по имени Хулиан. Он управляет рентгеновской клиникой; ему помогает скромная, воспитанная медсестра Ана.
Однажды Хулиана приглашают в дом матери его друга детства Пабло. Пабло — харизматичный, искушённый путешественник, недавно вернувшийся из Африки с неожиданной новостью: он женился на красивой, беззаботной молодой женщине по имени Елена. Появление очаровательной Елены заметно ошеломляет Хулиана. Пабло протягивает Хулиану его любимый напиток — охлаждённый мятный коктейль.
Пока Пабло занят, Хулиан везёт Елену на экскурсию в Куэнку. Из их разговора выясняется, что Хулиан видит в Елене ту самую таинственную женщину, которую встретил в Страстную пятницу в деревне в Каланде. В той деревне принято в этот день круглые сутки бить в барабаны до волдырей на руках. Елена настаивает, что никогда раньше не видела Хулиана и не была в Каланде, а шрам на руке объясняет порезом от пивной банки. 
Вскоре Хулиан приглашает к себе в гости лаборантку Ану, тайно по нему вздыхающую. Между ними возникает связь. При этом Хулиан манипулирует Аной, принуждая её одеваться и ухаживать за собой так, чтобы она стала похожей на Елену. 
На уикенд Хулиан едет с Пабло и Еленой в свой коттедж на заброшенном курорте, где они с Пабло играли в детстве. Хулиан продолжает преследовать ускользающую Елену, признаётся ей в своих чувствах, но она отшивает его с откровенной насмешкой. 
После того как Пабло и Елена унизительно подшучивают на Хулианом (Елена показывается перед ним с барабаном), он, воспользовавшись их интересом к его отношениям с Аной, приглашает их в свой коттедж. До их приезда он усыпляет Ану и добавляет снотворное в бутылку с мятным коктейлем. Когда Пабло и Елена приезжают, Хулиан говорит, что Ана слегка припоздает, и предлагает им напиток. Пара снова начинает посмеиваться над Хулианом. Когда снотворное наконец действует, Хулиан втаскивает тела в их машину, которую сталкивает с обрыва, как будто с парой произошёл несчастный случай. Вернувшись в дом, Хулиан видит, что все оставшиеся улики уничтожены, а ему навстречу выходит бьющая в барабан Ана, одетая как женщина из Каланды. Они обнимаются.

## В ролях
- Джеральдина Чаплин — Елена / Ана / женщина из Каланды
- Хосе Луис Лопес Васкес — Хулиан
- Альфредо Майо — Пабло
- Ана Мария Кустодио — мать Пабло
- Эмилиано Редондо — Артуро
- Фернандо Санчес Полак — пациент

## Анализ
Одержимость Хулиана англоговорящей блондинкой олицетворяет подавляемое очарование «иностранным» Западом и сдерживаемые желания во время националистского и изоляционистского режима Франсиско Франко. Кроме того, образ Аны — интересный пример того, как пассивный женский персонаж может начать контролировать более напористого шовиниста, манипулируя его желаниями. Одна актриса и набор мотивов создают цепь ассоциаций, стилистическая изощрённость которой опровергает кажущуюся простоту линейного сюжета. Саура задумал фильм как дань уважения своему учителю, режиссёру Луису Буньюэлю.

## Награды и номинации
Фильм стал первым значительным коммерческим успехом Сауры. Режиссёр удостоился Серебряного медведя на Берлинском кинофестивале 1968 года. Фильм участвовал в программе Каннского фестиваля 1968 года, который был отменён в связи с майскими событиями во Франции.